# JMB Motors
JMB Motors Ltd. war ein britischer Hersteller von Automobilen.

## Unternehmensgeschichte
G. H. Jones, R. W. Mason und C. S. Barrow gründeten 1933 das Unternehmen in Ringwood und begannen mit der Produktion von Automobilen. Der Markenname lautete JMB. 1935 endete die Produktion. Insgesamt wurden etwas weniger als 100 Fahrzeuge verkauft.

## Fahrzeuge
Im Angebot standen Dreiräder, die den Dreirädern von BSA ähnelten. Ein Einzylindermotor von J.A.P. mit 497 cm³ Hubraum war hinter den Sitzen montiert und trieb über eine Kette das einzelne Hinterrad an. Im Standardmodell Gazelle handelte es sich um einen Motor mit seitlichen Ventilen und im Sportmodell Mustang um einen Motor mit OHV-Ventilsteuerung. Die Preise betrugen 75,50 Pfund bzw. 91,35 Pfund für das Sportmodell.
1935 entstand als Prototyp ein vierrädriges Fahrzeug, das aber nicht in Serienproduktion ging. Ein Zweitaktmotor von Villiers Ltd mit 350 cm³ Hubraum trieb das Fahrzeug an.